# Pseudomallada alcestes
Pseudomallada alcestes is een insect uit de familie van de gaasvliegen (Chrysopidae), die tot de orde netvleugeligen (Neuroptera) behoort. 
Pseudomallada alcestes is voor het eerst wetenschappelijk beschreven door Banks in 1911.